# 多孔軟梳䲁
多孔軟梳䲁（學名：Malacoctenus polyporosus），為輻鰭魚綱䲁形目脂䲁科軟梳䲁屬的一個種，分布於東太平洋墨西哥中部海域，深度1至7公尺，本魚頭部細長，吻尖，頸背有一對緊密排列的多分支觸鬚，眼上方有一根分支觸鬚，上頜後端上部被眼下骨質覆蓋，口腔頂部兩側無齒，頭下方鰓蓋前端之間有1個鰓孔，側線鱗片51-53片，背鰭棘與鰭條之間有缺口，身體側面有5-6條不規則形狀的深褐色橫帶，雌雄魚頭部下方均有斑點，每個腹鰭基部前方幾乎都有一個小黑點，背鰭硬棘20枚、背鰭軟條11枚、臀鰭硬棘2枚、臀鰭軟條19-21枚，體長可達9公分，棲息在水淺的礁石區，生活習性不明。